# Ognjen Sviličić
Ognjen Sviličić (Split, 1971.) hrvatski je redatelj.

## Životopis
Pohađao je klasičnu gimnaziju u Splitu. Diplomirao na Akademiji dramske umjetnosti u Zagrebu 1997. godine kratkometražnim filmom "Domina". Probio se na europsku filmsku scenu igranim filmom Armin koji je osvojio nekoliko nagrada među kojima je i nagrada na filmskom festivalu u Karlovym Varyma 2007. za najbolji film iz bivše komunističke zemlje. Film je također prikazan na Berlinaleu.
Potpisnik je Deklaracije o zajedničkom jeziku, u kojoj se tvrdi da se u Hrvatskoj, Bosni i Hercegovini, Srbiji i Crnoj Gori govore nacionalne standardne varijante zajedničkog policentričnog standardnog jezika.

## Filmografija
- Puna kuća (1998.)
- Da mi je biti morski pas (1999.)
- Ante se vraća kući (2001.)
- Oprosti za kung fu (2004.)
- Armin (2007.)
- 2 sunčana dana (2010.)
- Takva su pravila (2014.)
- Glas (2019.)

## Vanjske poveznice
- Sviličić na film.hr  Arhivirana inačica izvorne stranice od 23. veljače 2008. (Wayback Machine)